# Transporte de Murcia y Pedanías
Transporte de Murcia y Pedanías (TMP) es un servicio de transporte público español. Fue fundado el 3 de diciembre de 2021 en la ciudad de Murcia y sus colores identificativos son rojo y blanco.
En él está integrado el servicio de autobús que conecta el centro de la ciudad de Murcia con las pedanías de su término municipal. Algunos servicios de Tranvía de Murcia y Transportes de Murcia utilizan la imagen corporativa de TMP en su cartelería.

## Historia
El servicio es operado por la UTE Pedanías de Murcia, formada por las empresas Castromil S.A.U., Alcalabus S.L. y La Hispano Igualadina S.L., todas ellas pertenecientes al Grupo Monbus. Comenzó sus operaciones el 3 de diciembre de 2021.
Hasta esa fecha, el servicio se prestaba por la empresa Autobuses LAT, como parte de las concesiones MUR-092 y MUR-093, de titularidad autonómica. Sin embargo, en aplicación de la Ley 10/2015, de 24 de marzo, todos los tráficos internos del municipio de Murcia debían traspasarse de la administración autonómica a la municipal. Este traspaso estaba previsto realizarlo el 3 de diciembre de 2019, sin embargo, las concesiones se prorrogaron dos años más para dar tiempo a ambas administraciones a tener sus nuevas redes planificadas, por lo que la fecha definitiva para el traspaso quedó fijada en el 3 de diciembre de 2021.
El Ayuntamiento de Murcia sacó a licitación el 29 de octubre de 2021 un contrato de emergencia para la prestación del servicio tras el traspaso competencial, con una duración máxima de dos años. A la misma concurrieron tanto la entonces concesionaria, Autobuses LAT, como el Grupo Monbus. Finalmente, fue esta última la que se adjudicó el contrato, poniendo fin a los 40 años que operó el Grupo LAT en Murcia.
El 2 de diciembre, tuvo lugar la presentación oficial del nuevo servicio en la Plaza de Belluga, donde se expuso un vehículo con la nueva imagen corporativa.

## Planes futuros
En diciembre de 2023, el Ayuntamiento de Murcia tenía previsto implementar la fase 1 del nuevo «Modelo de Transporte», con el cual se producirá una modificación de líneas, flota, paradas, horarios, precios, bonos, métodos de pago, etc. Todo el servicio de transporte por autobús dentro del municipio de Murcia quedará unificado bajo una única concesión con la marca TMP, equiparando líneas urbanas y de pedanías.
La previsión de implantación se ha retrasado a principios o mediados de 2025, en conjunto con el Área Metropolitana de Transporte.
Como inicio de la implantación de una futura Área Metropolitana de Transporte, Monbus ganó los contratos públicos de algunas de las concesiones de Movibus, ofreciendo bajo la marca de TMP Murcia el servicio entre Murcia y sus pedanías, entre Murcia y Alcantarilla y entre Murcia, Beniel y Santomera.
En 2025, se incorporaron 7 nuevos autobuses a la flota de transporte público de Murcia, con el primer objetivo de reforzar las líneas 39 y 26C. Estos autobuses, aunque no son completamente nuevos, ya que tienen más de 10 años, permitirán dejar en la reserva algunos de los que operan actualmente, que se encuentran bastante castigados por su antigüedad. Estos nuevos vehículos, de 13 metros de largo y con 90 plazas, cuentan con tecnología EcoDiesel, lo que les permite reducir el consumo de combustible y las emisiones contaminantes, a pesar de no ser eléctricos. Aunque la concesión del servicio está próxima a finalizar, tanto el Ayuntamiento de Murcia como Monbus han decidido adelantar la renovación para mejorar la seguridad y fiabilidad del servicio, debiendo ser estos nuevos autobuses asumidos por la nueva empresa concesionaria.
A lo largo de 2025, se espera que se incorporen más autobuses, así como la llegada de tranvibuses eléctricos, continuando con la modernización y sostenibilidad del sistema de transporte público de la ciudad.
En marzo de 2025, se anunció que el nuevo modelo de transporte incorporará servicios de pedanías nocturnos los viernes, fines de semana y fechas señaladas como Navidad.

## Líneas
El servicio cuenta con 20 líneas divididas en aproximadamente 45 sub líneas, cada una con su dirección de ida y otra de vuelta.
| Línea | Recorrido | Recorrido | Recorrido |
| ----- | --- | --- | --- |
| 1     | Pol. Ind. Oeste - San Ginés - Era Alta - Murcia (Plaza Circular) | Pol. Ind. Oeste - San Ginés - Era Alta - Murcia (Plaza Circular) | Pol. Ind. Oeste - San Ginés - Era Alta - Murcia (Plaza Circular) |
| 6     | La Alberca - Ctra. Santa Catalina - Murcia (Sta. Mª de Gracia) | La Alberca - Ctra. Santa Catalina - Murcia (Sta. Mª de Gracia) | La Alberca - Ctra. Santa Catalina - Murcia (Sta. Mª de Gracia) |
| 7     | La Albatalía - Murcia - La Arboleja | La Albatalía - Murcia - La Arboleja | La Albatalía - Murcia - La Arboleja |
| 26    | Hospital Virgen de la Arrixaca - El Palmar - Aljucer - Murcia (Plaza Circular) San José de la Montaña - El Palmar - San Ginés - Aljucer - Murcia (Glorieta de España) Campus Ciencias de la Salud - Aljucer - Murcia (Plaza Circular) | Hospital Virgen de la Arrixaca - El Palmar - Aljucer - Murcia (Plaza Circular) San José de la Montaña - El Palmar - San Ginés - Aljucer - Murcia (Glorieta de España) Campus Ciencias de la Salud - Aljucer - Murcia (Plaza Circular) | Hospital Virgen de la Arrixaca - El Palmar - Aljucer - Murcia (Plaza Circular) San José de la Montaña - El Palmar - San Ginés - Aljucer - Murcia (Glorieta de España) Campus Ciencias de la Salud - Aljucer - Murcia (Plaza Circular) |
| 28    | Sangonera la Verde - El Palmar - Aljucer - Murcia (Palacio Almudí) | Sangonera la Verde - El Palmar - Aljucer - Murcia (Palacio Almudí) | Sangonera la Verde - El Palmar - Aljucer - Murcia (Palacio Almudí) |
| 29    | La Alberca - Santo Ángel - Patiño - Murcia (El Ranero) | La Alberca - Santo Ángel - Patiño - Murcia (El Ranero) | La Alberca - Santo Ángel - Patiño - Murcia (El Ranero) |
| 30    | Zeneta Cabezo de la Plata Venta de los Pinos | Los Ramos - Torreagüera - Beniaján - Los Dolores - Murcia (Plaza Circular) | Los Ramos - Torreagüera - Beniaján - Los Dolores - Murcia (Plaza Circular) |
| 31    | Beniel - El Raal Alquerías | Santa Cruz - Llano de Brujas - Puente Tocinos - Murcia - C.C. Myrtea | Santa Cruz - Llano de Brujas - Puente Tocinos - Murcia - C.C. Myrtea |
| 32    | El Raal - Santa Cruz - Llano de Brujas - Puente Tocinos - Murcia - Puente Tocinos - Llano de Brujas - Santa Cruz - El Raal | El Raal - Santa Cruz - Llano de Brujas - Puente Tocinos - Murcia - Puente Tocinos - Llano de Brujas - Santa Cruz - El Raal | El Raal - Santa Cruz - Llano de Brujas - Puente Tocinos - Murcia - Puente Tocinos - Llano de Brujas - Santa Cruz - El Raal |
| 36    | El Siscar - Santomera - Cobatillas - El Esparragal - Monteagudo - Murcia (Isaac Albéniz) | El Siscar - Santomera - Cobatillas - El Esparragal - Monteagudo - Murcia (Isaac Albéniz) | El Siscar - Santomera - Cobatillas - El Esparragal - Monteagudo - Murcia (Isaac Albéniz) |
| 37    | El Bojar - Beniaján - San José de la Vega | Camino de Tiñosa Camino de los Pinos | Los Dolores - Murcia (Plaza Cruz Roja) |
| 39    | Campus de Espinardo - Espinardo - Murcia (est. ferrocarril) Campus de Espinardo - Murcia (Infante) exprés Campus de Espinardo - Murcia (Plaza Cruz Roja) exprés                                                                       | Campus de Espinardo - Espinardo - Murcia (est. ferrocarril) Campus de Espinardo - Murcia (Infante) exprés Campus de Espinardo - Murcia (Plaza Cruz Roja) exprés                                                                       | Campus de Espinardo - Espinardo - Murcia (est. ferrocarril) Campus de Espinardo - Murcia (Infante) exprés Campus de Espinardo - Murcia (Plaza Cruz Roja) exprés                                                                       |
| 44    | Sangonera la Seca Polígono Industrial Oeste | Alcantarilla - Murcia - Espinardo | Guadalupe - UCAM - La Ñora El Puntal - Urb. La Ladera Cementerio Pol. Ind. Cabezo Cortado |
| 50    | San José de la Vega - Los Garres Santuario de la Fuensanta | San José de la Vega - Los Garres Santuario de la Fuensanta | Algezares - Barrio del Progreso - Murcia - Churra - Cabezo de Torres |
| 62    | Rincón de Seca - Murcia - Zarandona - Casillas - Orilla del Azarbe | Rincón de Seca - Murcia - Zarandona - Casillas - Orilla del Azarbe | Rincón de Seca - Murcia - Zarandona - Casillas - Orilla del Azarbe |
| 70    | Avileses - Sucina - Gea y Truyols - Baños y Mendigo - El Palmar - Murcia (Glorieta de España) | Avileses - Sucina - Gea y Truyols - Baños y Mendigo - El Palmar - Murcia (Glorieta de España) | Avileses - Sucina - Gea y Truyols - Baños y Mendigo - El Palmar - Murcia (Glorieta de España) |
| 72    | Lobosillo - Valladolises - Corvera - Baños y Mendigo - El Palmar - Murcia (Glorieta de España) | Lobosillo - Valladolises - Corvera - Baños y Mendigo - El Palmar - Murcia (Glorieta de España) | Lobosillo - Valladolises - Corvera - Baños y Mendigo - El Palmar - Murcia (Glorieta de España) |
| 78    | Beniaján - Los Garres - Algezares - Santo Ángel - La Alberca - El Palmar - San Ginés - Era Alta - Javalí Nuevo - UCAM - Campus de Espinardo                                                                                           | Beniaján - Los Garres - Algezares - Santo Ángel - La Alberca - El Palmar - San Ginés - Era Alta - Javalí Nuevo - UCAM - Campus de Espinardo                                                                                           | Beniaján - Los Garres - Algezares - Santo Ángel - La Alberca - El Palmar - San Ginés - Era Alta - Javalí Nuevo - UCAM - Campus de Espinardo                                                                                           |
| 79    | Javalí Viejo - La Ñora - Rincón de Beniscornia - La Albatalía - Murcia (Plaza Circular) | Javalí Viejo - La Ñora - Rincón de Beniscornia - La Albatalía - Murcia (Plaza Circular) | Javalí Viejo - La Ñora - Rincón de Beniscornia - La Albatalía - Murcia (Plaza Circular) |
| 91    | Sangonera la Seca - Javalí Nuevo - Puebla de Soto - La Raya - Murcia (Plaza Circular) | Sangonera la Seca - Javalí Nuevo - Puebla de Soto - La Raya - Murcia (Plaza Circular) | Sangonera la Seca - Javalí Nuevo - Puebla de Soto - La Raya - Murcia (Plaza Circular) |

### Líneas nocturnas
El servicio nocturno de "Buhobús", que prestó Autobuses LAT hasta marzo de 2020, cuando fue suspendido por la pandemia de COVID-19, no fue recuperado para el servicio de TMP. Sin embargo, en períodos festivos concretos, se han operado algunos servicios nocturnos.
Los primeros servicios nocturnos que operó TMP se produjeron durante el período de Feria en el año 2022. Consistieron en una extensión del servicio de 11 líneas ordinarias (1, 6, 26, 28, 29, 30, 31, 36, 44, 50 y 91), con expediciones de salida desde Murcia hasta las 00:30 horas.
Posteriormente, en el período navideño de 2023, se recuperaron las líneas de Buhobús operadas por Autobuses LAT, utilizando la numeración existente hasta 2018 (líneas 55 a 60), en lugar de la utilizada entre 2018 y 2020 (11 a 16). El servicio operó únicamente los viernes y sábados, desde el 15 de diciembre de 2023 hasta el 5 de enero de 2024.
Para la Navidad de 2024, se volvió a recuperar el servicio, pero esta vez tan solo en los días más señalados (23 y 30 de noviembre, 6 y 14 de diciembre, y 5 de enero de 2025). En esta ocasión, se nombró a las líneas como "Navidad 1", "Navidad 2", etc., en el mismo orden de líneas. Sin embargo, la información de la empresa y los paneles indicadores de los autobuses siguieron mostrando la numeración del 55 al 60.
Durante la Semana Santa y las Fiestas de Primavera, este servicio se volvió a recuperar, sirviendo las mismas líneas que el servicio navideño pero bajo otros horarios.
| Línea | Recorrido |
| ----- | --- |
| 55    | Sangonera la Verde - El Palmar - La Alberca - Santo Ángel - Patiño - Murcia (Atalayas)                                                       |
| 56    | Zeneta - Los Ramos - Torreagüera - Beniaján - San José de la Vega - Los Garres - Algezares - Barrio del Progreso - Murcia (Atalayas)         |
| 57    | Rincón de Beniscornia - La Ñora - Guadalupe - Espinardo - El Puntal - Churra - Cabezo de Torres - Murcia (Atalayas)                          |
| 58    | Sangonera la Seca - Javalí Nuevo - Alcantarilla - Puebla de Soto - La Raya - Nonduermas - Era Alta - San Ginés - Aljucer - Murcia (Atalayas) |
| 59    | Alquerías - Beniel - El Raal - Santa Cruz - Llano de Brujas - Puente Tocinos - Murcia (Plaza Circular)                                       |
| 60    | Cobatillas - El Campillo - El Esparragal - Las Lumbreras - Monteagudo - La Cueva - Casillas - Zarandona - Murcia (Plaza Circular)            |

## Tarifas
| Billete                                      | Precio       | Descripción                                                         |
| -------------------------------------------- | ------------ | ------------------------------------------------------------------- |
| Billete sencillo                             | 1,85 €       |                                                                     |
| Bono Murcia "Tricolor"                       | 1,15 €/viaje | Tarjeta monedero, válido para Transportes de Murcia, TMP y Tranvía  |
| Bono Murcia Estudiante                       | 0,85 €/viaje | Tarjeta monedero, válido para Transportes de Murcia, TMP y Tranvía  |
| Bono Murcia Familia Numerosa General         | 0,50 €/viaje | Tarjeta monedero, válido para Transportes de Murcia, TMP y Tranvía  |
| Bono Murcia Familia Numerosa Especial        | 0 €/viaje    | Viajes ilimitados, válido para Transportes de Murcia, TMP y Tranvía |
| Bono Murcia B-100 (Jubilados y Pensionistas) | 0 €/viaje    | Viajes ilimitados, válido para Transportes de Murcia, TMP y Tranvía |

Al realizar transbordos a los servicios de Transportes de Murcia o Tranvía de Murcia (o viceversa) se aplicará un descuento al precio siempre que se utilice el Bono Murcia en los dos trayectos.

## Flota
La flota del servicio está compuesta por unidades nuevas traídas por Monbus, así como otras unidades procedentes de Autobuses LAT. Los modelos son los siguientes:
- Hispano Habit
- Mercedes-Benz Conecto
- Mercedes-Benz Citaro
- Castrosua Magnus
- Setra S313/S317/S319
- Mercedes-Benz Sprinter
- Sunsundegui Astral
- Isuzu Citiport 12 (unidades en servicio hasta junio de 2022)

## Cocheras
Inicialmente, se iban a utilizar unas cocheras en la pedanía de Casillas, pero finalmente esa ubicación se descartó, en favor de las cocheras de la hasta entonces concesionaria Autobuses LAT en la Avenida del Palmar.